# 박경혜 (성우)
박경혜(1974년 9월 15일 ~ )는 한국의 여자  성우다. 1996년 10월 투니버스 2기 공채 성우로 데뷔했다.

## 내력
- 혈액형이 O형인 박경혜는 1996년 10월 투니버스 2기 성우로 입사해 1999년부터 프리랜서로 일한다.
- 입사 당시 스물세살로, 동기들 중 막내이다.

## 주요 출연작

### 애니메이션
- 아즈망가 대왕(투니버스) - 나승리
- 카레이도 스타(투니버스) - 레이라 해밀턴
- 기동아 부탁해(투니버스) - 구기동
- 마법의 스테이지 팬시라라(투니버스) - 길우재
- 황당용사 욜라세다(투니버스) - 아사카(넬로이드걸)
- 울트라 매니악(퀴니) - 마야
- 배틀짱(투니버스) - 로베르트 하이든
- 피타텐 (투니버스) - 민혜성
- 풀 페탈 패닉! (애니원) - 멜리사 마오
- 크르노 크루세이드(투니버스) - 요슈아
- 꼬마마법사 레미 비바체(투니버스) - 땡구, 레미엄마
- 무지개요정 통통(KBS) - 무정
- 전설의 마법 쿠루쿠루(투니버스) - 깁플
- 가면라이더 드래건(투니버스) - 레이코
- 가정교사 히트맨 리본(투니버스) - 츠나
- 트리니티 블러드(투니버스) - 메리 스펜서
- GTO(투니버스) - 카네다 나오
- 건퍼레이드 마치(투니버스) - 시바무라 마이
- 교향시편 유레카7(투니버스) - 레이
- 꿈의 크레용 왕국(투니버스) - 클라우드
- 꽃보다 남자(투니버스) - 세라(토도 시즈카)
- 메르헤븐(투니버스) - 디아나
- 서쪽의 착한 마녀(애니맥스) - 빈센트 클레멘시아 다키테느
- 아침안개의 무녀(투니버스) - 미즈호
- 신비한 별의 쌍둥이 공주 꼬옥! (투니버스) - 블랙 학원 교장(화이트 학원 교장)
- 결계사 (투니버스) - 시온
- 미나미家 세자매(애니박스) - 마코쨩
- 미나미家 세자매 2기(애니박스) - 마코쨩
- 엘리시움(KBS) - 폴
- 우당탕탕 재동이네(SBS) - 한재동
- 말하는 강아지 마사(투니버스) - 엄마 / 로날드
- 듀얼 레전드(카툰네트워크) - 강승부
- 듀얼 레전드 제로(재능TV) - 강승부
- 듀얼 레전드 쇼크(재능TV) - 강승부
- 파딩숲 친구들의 모험(투니버스) - 살모사
- 프란체스코의 아름다운 세상(투니버스) - 안소니
- 우주에서 온 모자코(투니버스) - 엄마
- 팬다와 친구들의 모험(투니버스)
- 신데렐라(투니버스) - 바바라 / 부인
- 수신연무(애니맥스) - 린메이
- 엔젤 테일즈(애니맥스) - 잉꼬 나래 / 여신
- 졸업 - 세일러 빅토리(애니맥스) - 윤경
- 마법 냐옹이 타루토(애니맥스) - 시폰 / 아이로
- 우주탐사대(투니버스)
- 바람을 본 소년(투니버스) - 루치아
- 빌리의 대모험(투니버스) - 몰리
- 로봇전사 감마(투니버스) - 강세찬
- 대운동회 OVA(투니버스) - 라리 펠드난드
- 미소녀 전사 익셀리온(투니버스) - 익셀골드
- 초광속 그랜돌(투니버스) - 타라
- 엄마는 4학년(투니버스)
- 스켓 댄스(투니버스) - 천국화 / 봇슨 엄마
- 이트맨 98(투니버스) - 에이미
- 체포하겠어(투니버스) - 강지수
- 엑스 드라이버(투니버스) - 레이
- 무적왕 트라이제논(투니버스) - 사에
- 날아라 호빵맨(투니버스) - 뭉게 강아지
- 탐정학원 Q(투니버스) - 무라사키
- 학원 앨리스(투니버스) - 여교사
- 내일의 나쟈(투니버스)
- 몬스터(투니버스) - 아이 3
- 드래곤볼GT(투니버스) - 18호
- 아가사 크리스티의 명탐정 포와로와 마플(투니버스) - 엘리자 던
- 조이드(투니버스) - 비오라 / 에리나 / 니콜 / 여자 2
- 천공전사 젠키(투니버스) - 민영 / 호키
- 기갑경찰 메탈잭(투니버스) - 애리
- 내 사랑 유미(투니버스)
- 아미테이지 더 서드(투니버스)
- 헌티드 정션(투니버스) - 아사히나 무츠키
- 은장기공 오디안(투니버스) - 자령
- 신혼합체 고단나(MBC 무비스) - 키리아
- 쫑아는 사춘기(MBC 무비스) - 나장군 / 오영자 선생님
- 원피스(투니버스) - 칼리파
- 웨딩피치(투니버스) - 아프로디테 / 여학생 5
- 메탈베이블레이드 제로G(재능TV) - 제로
- 괴도 키드(투니버스) - 희도 엄마
- 매일엄마(투니버스) - 분지
- 요괴워치(투니버스) - 윤민호
- 명탐정 코난 4기 스타들의 비밀 편(애니맥스) - 한별이
- 나루토 질풍전 - 파쿠라

### 영화
- 은하철도999 극장판(투니버스) - 프로메슘
- 안녕 은하철도 999: 안드로메다 종착역(투니버스) - 프로메슘
- 해리포터와 불의잔
- 극장판 요괴워치: 탄생의 비밀이다냥! - 윤민호
- 극장판 요괴워치: 염라대왕과 5개의 이야기다냥! - 윤민호
- 극장판 요괴워치: 하늘을 나는 고래와 더블세계다냥! - 윤민호

### 외화
- 명탐정 코난 드라마스페셜 - 남도일의 부활 (투니버스) - 미미 (니시오 마리)

### 게임
- 드래곤네스트 - 아르젠타 (은발의 여검사)
- 마그나카르타2 - 멜리사 티스
- 창세기외전2 - 템페스트 - 자드
- 창세기전3 - 마르자나
- 포토제닉 - 아마노 리로
- 로망레느 - 나키 / 미노아
- 제노에이지 - 조이루즈 그리엘르드
- 건담전기 - Exam Sys(여)
- 사이퍼즈 - 삭풍의 빅터
- 블레이드 앤 소울 - 진서연 / 감마등
- 월드 오브 워크래프트 - 인간 여자 NPC / 펠리나 / 블라미우스
- 에이지 오브 코난
- 요괴워치 - 윤민호
- MXM(Master X Master) - 진서연
- 파이널판타지14 - 문브뤼다
- 큐라레 마법도서관 - 테슬라
- 카오스 온라인 - 셀베리아
- 베인글로리 - 로나
- 데스티니 차일드 - 모리유 / 에우로페 / 이둔 / 코라
- 킹스 레이드 - 데미아
- 오버히트 - 스카디
- 음양사 - 거미마녀
- 레이븐 - 기간테스
- 창세기전 4 - 에스메랄다 / 카자아미고

### 광고
- DB손해보험
- 아디다스 - (알리편)
- 크리스찬 디올 향수(쟈도르)
- 교원상조
- 아이오페 레티놀tx
- 슬림워터 씬
- 삼성 마이젯
- 삼성 센스Q
- 인피니티
- 2005 서울모터쇼
- 지엠대우 라세티
- 라네즈 볼륨업 마스카라
- 비너스 소프라
- 마리끌레르
- 미쟝센
- KT&G
- 로레얄 마스카라(밀라 요보비치)
- 하이마트
- 참존 디에이지
- 018콜 디스카운트
- 한국통신 프리텔 n016
- 싸비
- 보람상조
- 라이나 생명
- 이영애 핸드폰 드라마
- 워너뮤직
- 소니뮤직